# 麥克·蘭度
麥克·李安納·蘭度（英語：Mark Leonard Randall，1989年9月28日—），英格蘭職業足球員，司職中場，現時效力英乙球會車士打菲特。

## 生平

### 球會
阿仙奴預備組
蘭度以學童身份加盟阿仙奴並於2005-06球季預備組上陣7場。 蘭度亦是唯一一名球員參與2007-08球季預備組聯賽的所有賽事。他曾於2006年7月，荷蘭阿姆斯特丹舉行的柏金告別賽中上陣，以及隨隊參與奧地利和荷蘭的季前熱身賽之旅。
晉升一隊
蘭度在一隊於2006年10月24日英格蘭聯賽盃戰勝西布朗一場首次上陣，他後備入替
丹尼遜。他亦有參與第四圈戰勝愛華頓一場，同樣入替丹尼遜，在8強對利物浦時，他只列在後備席，並沒有上陣。
2007年2月8日，蘭度和阿仙奴簽訂一隊合約，於7月參與了阿仙奴一隊到奧地利的季前熱身賽。可是，他在2007-08球季開始了不久已經失去位置，因為他於8月尾，預備組的開咧戰對富咸的賽事受傷。蘭度於2007年12月18日的聯賽盃8強對布力般流浪得其今季首次上陣的機會，而於四強對熱刺的首回合得到第二次上陣機會。
外借般尼
蘭度於2008年1月31日（即冬季轉會市場關窗日）正式外借至般尼。他共代表般尼於英冠上陣10場。他於2008年5月4日英冠完結日重返阿仙奴，並於英超最後一戰對新特蘭首次於英超聯賽上陣，他於81分鐘後備入替，於比賽最後階段入球，但入球無效。
返回家鄉
在2008/09球季重返阿仙奴的蘭度，繼續缺乏上陣機會，只在盃賽上陣。2009/10年球季情況依舊，僅在一場英格蘭聯賽盃後補上陣。2010年1月15日獲外會到家鄉球會米尔顿凯恩斯直到球季結束，期間在聯賽取得上陣16場，並於2010年2月9日一場作客對的英格蘭聯賽錦標射入1球。
外借洛達咸
蘭度返回阿仙奴後仍然無法晉身一隊行列，於2010年10月24日被外借到英乙球會洛達咸三個月汲取上陣經驗，但於首仗對修安聯即因鎖骨骨折僅上陣21分鐘便提早離場，其後僅再取得3場後補上陣機會，於2011年元旦5-0大勝維爾港射入1球。1月21日獲洛達咸延長借用至球季結束。
車士打菲特
蘭度於球季結束後遭阿仙奴放棄，於2011年6月24日加盟新升英甲的車士打菲特，簽約一年。首季上陣18場，雖然球隊降班英乙，但他於2012年6月8日同意續約1年。

## 榮譽
車士打菲特
- 英格蘭聯賽錦標冠軍：2011/12年；

## 外部連結
- 足球数据库：麥克·蘭度的球员统计数据
- Randall Signs Pro Terms With Arsenal
- Profile at arsenal.com